# Andrea Philipp
Andrea Philipp (ur. 29 lipca 1971 w Bützow) – niemiecka lekkoatletka specjalizująca się w krótkich biegach sprinterskich, trzykrotna uczestniczka letnich igrzysk olimpijskich (Barcelona 1992, Atlanta 1996, Sydney 2000). W czasie swojej kariery reprezentowała również Niemiecką Republikę Demokratyczną.

## Sukcesy sportowe
- ośmiokrotna medalistka mistrzostw Niemiec w biegu na 100 metrów – trzykrotnie złota (1997, 1998, 1999), trzykrotnie srebrna (1993, 1996, 2000) oraz dwukrotnie brązowa (1994, 1995)[1]
- czterokrotna medalistka mistrzostw Niemiec w biegu na 200 metrów – dwukrotnie złota (1999, 2000) oraz dwukrotnie srebrna (1997, 1998)[2]
- ośmiokrotna medalistka halowych mistrzostw Niemiec w biegu na 60 metrów – dwukrotnie złota (1999, 2000) oraz sześciokrotnie srebrna (1991, 1992, 1993, 1997, 1998, 2002)[3]

| Rok  | Miasto    | Zawody                      | Konkurencja                      | Wynik                    |
| ---- | --------- | --------------------------- | -------------------------------- | ------------------------ |
| 1989 | Varaždin  | Mistrzostwa Europy juniorów | sztafeta 4 × 100 m               | brązowy medal            |
| 1990 | Płowdiw   | Mistrzostwa świata juniorów | bieg na 100 m                    | złoty medal              |
| 1992 | Barcelona | Igrzyska olimpijskie        | sztafeta 4 × 100 m               | 5. miejsce               |
| 1993 | Stuttgart | Mistrzostwa świata          | sztafeta 4 × 100 m               | 5. miejsce               |
| 1997 | Ateny     | Mistrzostwa świata          | sztafeta 4 × 100 m               | 4. miejsce               |
| 1998 | Walencja  | Halowe mistrzostwa Europy   | bieg na 60 m                     | 7. miejsce               |
| 1998 | Budapeszt | Mistrzostwa Europy          | sztafeta 4 × 100 m               | srebrny medal            |
| 1999 | Sewilla   | Mistrzostwa świata          | bieg na 200 m sztafeta 4 × 100 m | brązowy medal 5. miejsce |
| 2000 | Sydney    | Igrzyska olimpijskie        | sztafeta 4 × 100 m               | 6. miejsce               |
| 2002 | Wiedeń    | Halowe mistrzostwa Europy   | bieg na 60 m                     | 7. miejsce               |

## Rekordy życiowe
- bieg na 50 metrów (hala) – 6,36 – Bad Segeberg 15/01/2000
- bieg na 60 metrów (hala) – 7,17 – Maebashi 07/03/1999
- bieg na 100 metrów – 11,05 – Dortmund 08/06/1997
- bieg na 200 metrów – 22,25 – Sewilla 25/08/1999
- bieg na 200 metrów (hala) – 23,28 – Chemnitz 18/02/2000